# Michenera artocreas
Michenera artocreas är en svampart som beskrevs av Berk. & M.A. Curtis 1868. Michenera artocreas ingår i släktet Michenera och familjen Corticiaceae.   Inga underarter finns listade i Catalogue of Life.